# Parafia Chrystusa Odkupiciela w Łodzi
Parafia pw. Chrystusa Odkupiciela w Łodzi – parafia rzymskokatolicka znajdująca się w archidiecezji łódzkiej w dekanacie Łódź-Teofilów-Żubardź. Erygowana w 1989. Mieści się przy ulicy Żubardzkiej. Kościół parafialny w budowie od 2002.